# Eastmanalepes
Az Eastmanalepes a csontos halak (Osteichthyes) főosztályának a sugarasúszójú halak (Actinopterygii) osztályába, ezen belül a sügéralakúak (Perciformes) rendjébe és a tüskésmakréla-félék (Carangidae) családjába tartozó fosszilis halnem.

## Tudnivalók
Az Eastmanalepes primaevus a középső eocéni korszakban élt, a mi Olaszországhoz tartozó Veneto régióban. A halat először a Caranx nembe helyezték, mivel külsőre nagyon hasonlít rájuk. A Caranx-októl és a többi tüskésmakréla-félétől nagy méretében és oldalvonalának nagy pikkelyeiben különbözik. Bannikov szerint az E. primaevus inkább a szintén kihalt Eothynnus és Teratichthys halakra hasonlít semmint a mai tüskésmakrélákra.

## Rendszerezés
A nembe az alábbi faj tartozik:
- Eastmanalepes primaevus Eastman, 1904 - szinonimája: Caranx primaevus

### Fordítás
Ez a szócikk részben vagy egészben  az   Eastmanalepes című angol Wikipédia-szócikk fordításán alapul.  Az eredeti cikk szerkesztőit annak laptörténete sorolja fel. Ez a jelzés csupán a megfogalmazás eredetét és a szerzői jogokat jelzi, nem szolgál a cikkben szereplő információk forrásmegjelöléseként.